# Ащеулов переулок
Ащеу́лов переу́лок — переулок в Центральном административном округе города Москвы на территории Красносельского района. Соединяет улицу Сретенка и Костянский переулок. Лежит между Рыбниковым переулком и Луковым переулком. Нумерация домов ведётся от Сретенки.

## Происхождение названия
Название закрепилось в середине XVIII века по фамилии домовладельца «артиллерии слесаря» Алексея Ащеулова. Фамилия Ащеулов, в свою очередь, происходит от слова ащеул — насмешник, зубоскал.

## Примечательные здания и сооружения
По нечётной стороне:
- № 3 — Доходный дом (1884, архитектор Василий Астафьев)
- № 9 — Доходный дом (1904, архитектор Иллиодор Михайловский)

По чётной стороне:

## Транспорт
- Станции метро «Тургеневская» и «Чистые пруды».
- Автомобильное движение по Ащеулову переулку одностороннее, по направлению от Костянского переулка к улице Сретенке.

## Улица в произведениях литературы и искусства
Переулок упомянут в названии пьесы в репертуаре Московской императорской труппы 29 ноября 1840 года: «Покойная ночь, или Суматоха в Ащеуловом переулке» — пьеса Петра Григорьева, переделка французского водевиля Локруа и Огюста Анисе-Буржуа «Passe minuit». На самом деле петербургский автор и актёр Александринского театра П. И. Григорьев назвал своё произведение «Покойная ночь, или Суматоха в Щербаковом переулке» (Ащеулов переулок в Москве, Щербаков переулок в Санкт-Петербурге). Но при московской постановке название петербургского переулка было изменено на название московского.
Переулок также фигурирует в романе Бориса Акунина «Любовник смерти»: здесь селится сыщик Эраст Фандорин, после долгого отсутствия вернувшись в Москву из-за границы.